# Anholt (eiland)
Anholt is een Deens eiland in het Kattegat, precies tussen Zweden en Denemarken. Het eiland heeft een oppervlakte van 21,75 km², en er wonen 160 mensen. Het is te bereiken per veerpont vanuit Grenaa. Hiervoor is een haven gebouwd. En er is een klein vliegveldje op het eiland. Sinds 2007 maken Anholt en Grenaa deel uit van de gemeente Norddjurs in de regio Midden-Jutland.
Omdat de Deense marine vroeger een basis op het eiland probeerde te bouwen, zijn veel planten gekapt. Ook werden de bossen gekapt om het vuur in de vuurtoren te kunnen laten branden. Daardoor bevindt zich op het eiland een grote zandvlakte. Tegenwoordig wordt geprobeerd dit unieke landschap te behouden. Vanwege de vele scheepswrakken, op de zeebodem rond Anholt, is het eiland bijzonder geliefd bij duikers.